# Кольбахер, Янник
Янник Кольбахер (нем. Jannik Kohlbacher; род. 19 июля 1995, Бенсхайм, Гессен) — немецкий гандболист, выступает за гандбольный клуб «Райн-Неккар Лёвен» и сборную Германии по гандболу. Серебряный призёр летних Олимпийских игр 2024 года, чемпион Европы 2016 года. Участник двух летних Олимпийских игр 2020 и 2024 годов.

## Карьера

### Клубная
В 2012 году Кольбахер начал играть в команде второго дивизиона «SG Leutershausen», через сезон перебрался в команду той же лиги «TV Großwallstadt».
С сезона 2015/16 годов стал выступать за клуб первого дивизиона «Ветцлар», подписав двухлетний контракт.
Летом 2018 года перешел в «Рейн-Неккар Левен». С этим клубом выиграл Суперкубок Германии в 2018 году и Кубок Германии в 2023 году. В сезоне 2022/23 годов в Бундеслиги Янник забил 121 гол и занял третье место в рейтинге результативности, со средним показателем 76. В июле 2023 года было объявлено о продлении его контракта с клубом до 2026 года. 2 декабря 2023 года Кольбахер забил свой 1000-й гол.

### Международная карьера в сборной
В ноябре 2015 года тренер национальной сборной Дагур Сигурдссон включил Кольбахера в состав сборной Германии на Суперкубок против Бразилии, Сербии и Словении. 6 ноября 2015 года дебютировал за сборную, сыграв в победном матче против Бразилии, забил два гола.
31 января 2016 года Янник стал чемпионом Европы в Польше, его сборная одержала победу над Испанией со счетом 24:17. 7 января 2018 года был включен в финальную заявку и принял участие в чемпионате Европы, который состоялся в Хорватии.
В 2021 году участвовал в Олимпийских играх в Токио. В матче против Бразилии был заявлен на игру, но в итоге на площадку не выходил.
В январе 2024 года сыграл за национальную команду на домашнем Чемпионате Европы, где Германия заняла четвертое место, забил 14 голов.
В августе 2024 года принимал участие в летних Олимпийских играх. Сборная Германии уступила в финале сборной Дании 26:39 и игроки сборной стали серебряными призёрами Олимпиады.